# 森川拓巳
森川 拓巳（もりかわ たくみ、1977年7月11日 - ）は、静岡県浜松市出身の元サッカー選手、サッカー指導者。現役時代のポジションはディフェンダー（DF）。

## 来歴

### 選手時代
静岡学園高等学校時代からDFとしてサッカーを続け、同高校3年時に出場した1995年度の第74回全国高等学校サッカー選手権大会では、同学年の石井俊也や2学年下の南雄太とともに活躍し、準決勝では東福岡高等学校にPK戦で勝利し、決勝では鹿児島実業と引き分けて両校優勝に輝いた。
1996年、高校卒業と同時にJリーグの柏レイソルに入団。同年にリーグ戦初出場を記録し、公式戦出場がなかった2年目の1997年にはシーズンオフにブラジルへの3ヵ月留学へ派遣 されるなど、若手DFとしてクラブから期待され、翌1998年にはリーグ戦の半数以上に当たる20試合に出場するまでの成長を見せた。
1999年に入るとトップチームでの出場機会を得られなくなったが、同年からJリーグ2部（J2）に参加した川崎フロンターレが松本育夫新監督によるチーム体制の再整備を進める中で森川移籍の要請を柏へ出し、同年4月に期限付き移籍が実現した。森川は5月9日の第11節・モンテディオ山形戦で初出場し、以後は同年のJ2リーグ戦全26試合にフル出場を果たした。中西哲生や佐原秀樹などとともに「3バック」による守備の安定にストッパーとして貢献した上、8月23日の第23節・山形戦では後半終了間際にゴール前に走り込んでJリーグ初ゴールを決め、10月23日の第33節・コンサドーレ札幌戦では延長戦でVゴールを挙げるなどの攻撃面でも重要な場面での関わりを見せ、チームはJ2優勝とJ1昇格を果たした。
翌2000年は柏から川崎への期限付き移籍が延長された。シーズン途中で2度の監督交代が起きるなどの混乱の影響は森川にも及び、リーグ戦では1stステージ終盤の5月から出場機会が与えられない状態になった。森川は11月になってようやくトップチームでの出場機会を得て、セレッソ大阪戦では森川にとって唯一のJ1リーグ戦でのゴールも記録したが、チームのJ2降格は食い止められなかった。シーズン終了後、柏からの返却要請もあって川崎を退団した。
翌2001年、2年前にわずか2時間の差で契約の機会を逸し、同年に川崎と入れ替わってJ1に昇格したコンサドーレ札幌から、岡田武史監督の意向もあって柏へ再度の要請があり、森川は再び期限付き移籍した。札幌では森秀昭や大森健作などの守備陣の控えに回る事も多かったが、札幌はJ1残留に成功した。2002年は柏に復帰し、4シーズンぶりに柏での公式戦出場も記録したが、同年限りで8年に及んだ柏との選手契約は終了した。
森川は翌2003年にJ1のベガルタ仙台へ移籍した。森川の試合出場数は再び増加し、J2降格後の2004年からは森川が得意とする「4バック」のレギュラーとして起用されたが、2年連続で4位に終わりわずかの差でJ1復帰に失敗した仙台がチーム編成の大幅な変更を行った結果、2005年限りで仙台から戦力外通告を受けた。
2006年、森川は日本フットボールリーグ（JFL）のロッソ熊本に移籍し、柏在籍当時にコーチだった池谷友良監督 の下でJリーグ昇格を目指す戦いに加わった。2006年はレギュラーとして起用されたが、熊本は同年のJFLで5位に留まり、Jリーグ昇格に失敗した。2007年はケガなどで控えに回る事が多くなり、チームは2位になってJリーグ昇格を果たしたが、森川は同シーズン終了をもって現役を引退した。

### 引退後
2008年、森川はJリーグ昇格によって名称を「ロアッソ熊本」に改めたクラブと改めて契約し、強化担当スタッフに就任した。2010年シーズンには熊本のトップチームコーチに就任している。
2013年1月29日に、ロアッソ熊本から九州産業大学へコーチとして派遣されることが決まった。
2016年1月22日に、コンサドーレ札幌U-15監督就任が発表された。

## 所属クラブ
- 1993年 - 1995年 静岡学園高等学校
- 1996年 - 2002年 柏レイソル
  - 1997年12月10日 - 1998年2月9日 EC Juventude（Rio Grande do Sul）(期限付移籍)[要出典]
  - 1999年4月 - 2000年 川崎フロンターレ
  - 2001年 コンサドーレ札幌
- 2003年 - 2005年 ベガルタ仙台
- 2006年 - 2007年 ロッソ熊本

## 個人成績
| 国内大会個人成績 | 国内大会個人成績 | 国内大会個人成績 | 国内大会個人成績 | 国内大会個人成績 | 国内大会個人成績 | 国内大会個人成績 | 国内大会個人成績 | 国内大会個人成績 | 国内大会個人成績 | 国内大会個人成績 | 国内大会個人成績 |
| 年度             | クラブ           | 背番号           | リーグ           | リーグ戦         | リーグ戦         | リーグ杯         | リーグ杯         | オープン杯       | オープン杯       | 期間通算         | 期間通算         |
| 年度             | クラブ           | 背番号           | リーグ           | 出場             | 得点             | 出場             | 得点             | 出場             | 得点             | 出場             | 得点             |
| 日本             | 日本             | 日本             | 日本             | リーグ戦         | リーグ戦         | リーグ杯         | リーグ杯         | 天皇杯           | 天皇杯           | 期間通算         | 期間通算         |
| ---------------- | ---------------- | ---------------- | ---------------- | ---------------- | ---------------- | ---------------- | ---------------- | ---------------- | ---------------- | ---------------- | ---------------- |
| 1996             | 柏               | -                | J                | 2                | 0                | 3                | 0                | 0                | 0                | 5                | 0                |
| 1997             | 柏               | 12               | J                | 0                | 0                | 0                | 0                | -                | -                | 0                | 0                |
| ブラジル         | ブラジル         | ブラジル         | ブラジル         | リーグ戦         | リーグ戦         | ブラジル杯       | ブラジル杯       | オープン杯       | オープン杯       | 期間通算         | 期間通算         |
| 1997             | ジュベントス     |                  |                  |                  |                  |                  |                  |                  |                  |                  |                  |
| 日本             | 日本             | 日本             | 日本             | リーグ戦         | リーグ戦         | リーグ杯         | リーグ杯         | 天皇杯           | 天皇杯           | 期間通算         | 期間通算         |
| 1998             | 柏               | 27               | J                | 20               | 0                | 4                | 0                | 0                | 0                | 24               | 0                |
| 1999             | 柏               | 14               | J1               | 0                | 0                | 0                | 0                | -                | -                | 0                | 0                |
| 1999             | 川崎             | 29               | J2               | 26               | 2                | 0                | 0                | 3                | 0                | 29               | 2                |
| 2000             | 川崎             | 29               | J1               | 17               | 1                | 4                | 0                | 1                | 0                | 22               | 1                |
| 2001             | 札幌             | 4                | J1               | 15               | 0                | 2                | 0                | 1                | 0                | 18               | 0                |
| 2002             | 柏               | 12               | J1               | 6                | 0                | 4                | 0                | 0                | 0                | 10               | 0                |
| 2003             | 仙台             | 19               | J1               | 13               | 0                | 5                | 0                | 0                | 0                | 18               | 0                |
| 2004             | 仙台             | 19               | J2               | 33               | 0                | -                | -                | 1                | 0                | 34               | 0                |
| 2005             | 仙台             | 19               | J2               | 25               | 0                | -                | -                | 1                | 0                | 26               | 0                |
| 2006             | 熊本             | 26               | JFL              | 26               | 0                | -                | -                | 3                | 1                | 29               | 1                |
| 2007             | 熊本             | 22               | JFL              | 9                | 0                | -                | -                | 0                | 0                | 9                | 0                |
| 通算             | 日本             | 日本             | J1               | 73               | 1                | 22               | 0                | 2                | 0                | 97               | 1                |
| 通算             | 日本             | 日本             | J2               | 84               | 2                | 0                | 0                | 5                | 0                | 89               | 2                |
| 通算             | 日本             | 日本             | JFL              | 35               | 0                | -                | -                | 3                | 1                | 38               | 1                |
| 通算             | ブラジル         |                  |                  |                  |                  |                  |                  |                  |                  |                  |                  |
| 総通算           |                  |                  |                  |                  |                  |                  |                  |                  |                  |                  |                  |

- Jリーグ初出場：1996年8月28日 Jリーグ第16節 柏レイソル 1-0 ガンバ大阪（日立柏）
- Jリーグ初得点：1999年8月23日 J2リーグ第23節 川崎フロンターレ 1-0 モンテディオ山形（等々力）

（J1リーグ戦の初得点は2000年11月11日 J1リーグ2nd第12節 川崎フロンターレ 4-3 セレッソ大阪（等々力））

## 指導者経歴
- 2008年 - 2009年 ロアッソ熊本：強化担当スタッフ
- 2010年 - 2015年 ロアッソ熊本：コーチ
  - 2013年2月 - 2015年 九州産業大学:コーチ (ロアッソ熊本より派遣）
- 2016年 - コンサドーレ札幌U-15監督